# Greenland – Az utolsó menedék
Greenland – Az utolsó menedék (eredeti cím: Greenland) 2020-ban bemutatott amerikai akció-katasztrófafilm, melynek rendezője Ric Roman Waugh, forgatókönyvírója Chris Sparling. A főszerepben Gerard Butler (aki társproducer is), Morena Baccarin, Roger Dale Floyd, Scott Glenn, David Denman és Hope Davis látható.
A film eredetileg 2020. június 12-én jelent volna meg az Amerikai Egyesült Államokban, de a COVID–19 világjárvány miatt többször halasztották. Belgiumban 2020. június 29-én mutatták be, Magyarországon pedig szeptember 24-én a Freeman Film forgalmazásában. Az STX Entertainment december 18-án adta ki Video on Demand szolgáltatáson keresztül, valamint az HBO Maxon is lejátszásra került.
Egy családnak meg kell küzdenie a túlélésért, miközben egy bolygót pusztító üstökös a Földbe csapódik.

## Cselekmény
|  | Alább a cselekmény részletei következnek! |

Amikor a tudósok felfedezik, hogy egy üstökös néhány nap múlva eléri a Földet, és valószínűleg az emberiség kihalását okozza, a túlélés egyetlen reménye a menedékház.
John Garrity (Gerard Butler) építőmérnök, felesége Allison (Morena Baccarin) és kisfiuk, Nathan (Roger Dale Floyd) egyike azon kevés családnak, akiket a kormány kiválasztott a Grönland felé tartó repülőgépekre való feljutáshoz. Azon a helyen bunkerek vannak kialakítva az emberek biztonságára.
Azonban amikor megérkeznek a repülőtérre, rájönnek, hogy Nathan az inzulinját, mely létfontosságú számára, mivel diabéteszes, véletlen kiejtette az autóban, ezért John visszamegy megszerezni. Időközben Allison pánikba esik, mert közlik vele, hogy őt és Nathant nem engedik fel a gépre. A káoszban elszakadnak Johntól, és megpróbálják együttes erővel megtalálni a kiutat.
|  | Itt a vége a cselekmény részletezésének! |

## Szereplők
| Szerep             | Színész          | Magyar hang    |
| ------------------ | ---------------- | -------------- |
| John Garrity       | Gerard Butler    | Kőszegi Ákos   |
| Allison Garrity    | Morena Baccarin  | Kiss Virág     |
| Nathan Garrity     | Roger Dale Floyd | Kerekes Máté   |
| Dale, Allison apja | Scott Glenn      | Harsányi Gábor |
| Bobby              | Randal Gonzalez  | Maday Gábor    |
| Ralph Vento        | David Denman     |                |
| Judy Vento         | Hope Davis       |                |
| Colin              | Andrew Bachelor  |                |
| Ed Pruitt          | Gary Weeks       |                |
| Peggy Pruitt       | Tracey Bonner    |                |
| Debra Jones        | Claire Bronson   |                |
| Ellie Jones        | Madison Johnson  |                |
| Breen őrnagy       | Merrin Dungey    |                |

## Gyártás
2018 májusában Chris Evans csatlakozott a film szereplőihez, Neill Blomkamp rendezésével és Chris Sparling forgatókönyvével. 2019 februárjában bejelentették, hogy Blomkamp visszalépett a rendezői székből. Ugyanebben a hónapban Ric Roman Waugh csatlakozott a projekthez, mint rendező, Gerard Butler pedig a film szereplői közé került, aki Evans-t váltotta a G-Base gyártócég alatt. 2019 júniusában Morena Baccarin csatlakozott a film szerepgárdájához. 2019 júliusában Scott Glenn, Andrew Bachelor és Roger Dale Floyd is csatlakozott, valamint David Denman augusztusban.
A film forgatása 2019 júniusában kezdődött, és ugyanazon év augusztus 16-án fejeződött be Atlantában.
David Buckley komponálta a film zenéit, aki már korábban dolgozott együtt Waugh-nal a Támadás a Fehér Ház ellen 3. – A védangyal bukása című filmen.